# Прорвін
Острів Прорвін — острів, що знаходиться у Кілійському гирлі річки Дунай, Одеська область.
Найближчий острів Шабаш, від якого острів відділяється гирлом Прорва.
Острів відносять до вторинної дельти річища Дунаю. 
Належить до території Дунайського Біосферного заповідника.

## Географія
Територія острову має блюдцеподібну форму із тонкою смугою лісу переважно з верби білої (Salix alba L.) та ламкої (S. fragilis L.), тополі дельтоподібної (P. deltoids Marsh.) та ясеня звичайного (Fraxinus excelsior L.). 
Острів входить до складу Вилківської міської об'єднаної громади. 

## Екологія
З 1910 року на території острову розпочалося штучне заліснення з метою закріплення пісків. Тепер штучні ліси острова входять до складу Вилківського лісництва ДП "Ізмаїльське лісове господарство" 
Острів використовується для вирощування очерету та потерпає від безконтрольного випасу.